# Luis Enrique Cabrera Aguirre
El Vicealmirante Luis Enrique Cabrera Aguirre es un marino venezolano.

## Biografía
Fue uno de los jefes del segundo intento de golpe de Estado de Venezuela de 1992. A consecuencia de ello, fue enjuiciado y preso en el Cuartel San Carlos donde estuvo recluido junto a los otros Integrantes de la Rebelión siendo condenado a 27 años y 6 meses de cárcel con cargos por rebelión militar.
Luego de Dos años de reclusión fue liberado por un sobreseimiento de la causa del presidente Rafael Caldera, siendo luego, a solicitud del propio VA Cabrera Aguirre, el último en salir en libertad, luego que fueran liberados todos sus Subalternos. Siendo por ello Cabrera Aguirre el último preso en toda la historia del Cuartel San Carlos puesto que, posteriormente, fue cerrado y convertido en Museo Histórico. El VA Luís Cabrera Aguirre nunca ocupó cargos en la Administración Pública pues así se lo solicitó al Presidente Chávez. Siendo posteriormente miembro del Estado Mayor Presidencial durante la presidencia de Hugo Chávez.